# Elvin Jones
Elvin Ray Jones (Pontiac (Michigan), 9 september 1927 – Englewood (New Jersey), 18 mei 2004) was een jazzdrummer.
Hij werd geboren als jongste zoon in een gezin van tien. Twee van zijn broers werden ook jazzmusici: Hank speelde piano en Thad trompet.
In de jaren veertig begon zijn carrière. Hij werkte in het kader van het door het leger opgezette programma Operation Happiness en werkte korte tijd in Detroit. In 1955 probeerde hij bij het ensemble van Benny Goodman te komen, maar een auditie had geen succes. Jones vertrok naar New York en kreeg een plek bij de band van Charles Mingus. Met Jones bracht deze band de plaat J is for Jazz uit.
In 1960 trad Jones toe tot het legendarische John Coltrane Quartet, dat de jazz een geheel nieuwe impuls gaf. Zij vernieuwden de jazz in dezelfde mate als Louis Armstrong en Charlie Parker gedaan hadden. Toch kwam het in 1966 tot een breuk. Jones kon zich niet langer vinden in de richting die Coltrane op wilde en hij verschilde van mening over de drumstijl die de tweede drummer van het John Coltrane Quartet, Rashied Ali voorstond.
Na zijn vertrek bij Coltrane speelde Jones bij Duke Ellington en vormde uiteindelijk zijn eigen band Jazz Machine. Met zijn complexe, polyritmische stijl zorgde hij er mede voor dat het slagwerk een volwaardige rol kreeg in het jazzensemble en dus niet langer een voornamelijk dienende functie vervulde. Time Magazine riep hem uit tot “the worlds greatest rhythmic drummer”, 'de grootste ritmische drummer van de wereld'.
Jones beïnvloedde veel andere drummers, waaronder Mitch Mitchell, Ginger Baker en John Densmore.
Jones hield zich ook bezig met onderwijs. Hij gaf clinics en schonk daarbij vooral aandacht aan de geschiedenis van de muziek en de techniek van het drummen. Ook gaf hij regelmatig gratis concerten in gevangenissen.
Jones overleed in 2004 aan een hartaanval.

Op de in 2019 door het tijdschrift Rolling Stone gepubliceerde ranglijst van 100 beste drummers in de geschiedenis van de popmuziek kreeg Elvin Jones de 23e plaats toegekend.

## Discografie

### Solo
| Year | Album                   | Personnel                                    | Label               |
| ---- | ----------------------- | -------------------------------------------- | ------------------- |
| 1961 | Together!               | Philly Joe Jones                             |                     |
| 1961 | Elvin Jones & Company   | N/A                                          |                     |
| 1961 | Elvin!                  | N/A                                          |                     |
| 1963 | Illumination            | Jimmy Garrison                               | Impulse!            |
| 1965 | Dear John C.            | N/A                                          | Impulse!            |
| 1967 | Heavy Sounds            | Richard Davis, Frank Foster, Billy Greene    | Impulse!            |
| 1968 | Puttin' It Together     | N/A                                          | Blue Note Records   |
| 1969 | Polycurrents            | N/A                                          | Blue Note Records   |
| 1970 | Coalition               | N/A                                          | Blue Note Records   |
| 1971 | Genesis                 | N/A                                          | Blue Note Records   |
| 1972 | Live At The Light House | N/A                                          | Blue Note Records   |
| 1973 | At This Point In Time   | N/A                                          | Blue Note Records   |
| 1975 | Mr. Thunder             | N/A                                          | East West Records   |
| 1978 | Remeberance             | Pat LaBarbera, Michael Stuart, Roland Prince | MPS Records         |
| 1982 | Brother John            | N/A                                          | Quicksilver Records |
| 1992 | Youngblood              | N/A                                          | Enja Records        |
| 2004 | The Truth               | N/A                                          | Half Note           |

### Ensemble
| Year | Album                                         | Leader                     | Label            |
| ---- | --------------------------------------------- | -------------------------- | ---------------- |
| 1948 | Swing...Not Spring!                           | Billy Mitchell             | Savoy Records    |
| 1955 | Blue Moods                                    | Miles Davis                | Prestige Records |
| 1956 | Farmer's Market                               | Art Farmer                 | New Jazz         |
| 1957 | Paul Chambers Quintet                         | Paul Chambers              | Blue Note        |
| 1957 | Live at the Village Vanguard                  | Sonny Rollins              | Blue Note        |
| 1958 | "Reflections-Steve Lacy Plays Thelonius Monk" | Steve Lacy                 | New Jazz (8206)  |
| 1959 | Sketches of Spain                             | Miles Davis                | Columbia         |
| 1960 | Coltrane Plays the Blues                      | John Coltrane              | Atlantic         |
| 1960 | Coltrane's Sound                              | John Coltrane              | Atlantic         |
| 1960 | My Favorite Things                            | John Coltrane              | Atlantic         |
| 1961 | Olé Coltrane                                  | John Coltrane              | Atlantic         |
| 1961 | Africa/Brass                                  | John Coltrane              | Impulse!         |
| 1961 | Live at the Village Vanguard                  | John Coltrane              | Impulse!         |
| 1961 | Into Something                                | Yusef Lateef               | New Jazz         |
| 1961 | Motion                                        | Lee Konitz                 | Verve            |
| 1962 | Ready For Freddie                             | Freddie Hubbard            | Blue Note        |
| 1962 | Ballads                                       | John Coltrane              | Impulse!         |
| 1962 | Coltrane                                      | John Coltrane              | Impulse!         |
| 1962 | Inception                                     | McCoy Tyner                | Impulse!         |
| 1963 | Today and Tomorrow                            | McCoy Tyner                | Impulse!         |
| 1963 | Impressions                                   | John Coltrane              | Impulse!         |
| 1963 | John Coltrane and Johnny Hartman              | Coltrane, Johnny Hartman   | Impulse!         |
| 1963 | Live at Birdland                              | John Coltrane              | Impulse!         |
| 1964 | Crescent                                      | John Coltrane              | Impulse!         |
| 1964 | A Love Supreme                                | John Coltrane              | Impulse!         |
| 1964 | Judgment!                                     | Andrew Hill                | Blue Note        |
| 1964 | Stan Getz and Bill Evans                      | Stan Getz, Bill Evans      | Verve            |
| 1964 | Bob Brookmeyer and Friends                    | Bob Brookmeyer             | Verve            |
| 1964 | Night Dreamer                                 | Wayne Shorter              | Blue Note        |
| 1964 | JuJu                                          | Wayne Shorter              | Blue Note        |
| 1964 | Speak No Evil                                 | Wayne Shorter              | Blue Note        |
| 1964 | Plays Duke Ellington                          | McCoy Tyner                | Impulse!         |
| 1964 | Matador                                       | Grant Green                | Blue Note        |
| 1964 | Street of Dreams                              | Grant Green                | Blue Note        |
| 1964 | Solid                                         | Grant Green                | Blue Note        |
| 1964 | "Talkin' About!"                              | Grant Green                | Blue Note        |
| 1964 | In 'N Out                                     | Joe Henderson              | Blue Note        |
| 1964 | Inner Urge                                    | Joe Henderson              | Blue Note        |
| 1964 | Into Somethin'                                | Larry Young                | Blue Note        |
| 1965 | Unity                                         | Larry Young                | Blue Note        |
| 1965 | Rip, Rig and Panic                            | Roland Kirk                | Limelight        |
| 1965 | I Want to Hold Your Hand                      | Grant Green                | Blue Note        |
| 1965 | The John Coltrane Quartet Plays               | John Coltrane              | Impulse!         |
| 1965 | Transition                                    | John Coltrane              | Impulse!         |
| 1965 | First Meditations                             | John Coltrane              | Impulse!         |
| 1965 | Sun Ship                                      | John Coltrane              | Impulse!         |
| 1965 | Meditations                                   | John Coltrane              | Impulse!         |
| 1965 | One Down, One Up: Live at the Half Note       | John Coltrane              | Impulse!         |
| 1966 | Live In Seattle                               | John Coltrane              | Impulse!         |
| 1966 | East Broadway Rundown                         | Sonny Rollins              | Impulse!         |
| 1966 | Blue Spirits                                  | Freddie Hubbard            | Blue Note        |
| 1967 | The Lee Konitz Duets                          | Lee Konitz                 | Milestone        |
| 1967 | The Real McCoy                                | McCoy Tyner                | Blue Note        |
| 1968 | New York Is Now                               | Ornette Coleman            | Blue Note        |
| 1968 | Love Call                                     | Ornette Coleman            | Blue Note        |
| 1970 | Extensions                                    | McCoy Tyner                | Blue Note        |
| 1975 | Trident                                       | McCoy Tyner                | Milestone        |
| 1976 | Together                                      | Oregon                     | Vanguard         |
| 1987 | But Beautiful                                 | Lew Soloff                 | King Records     |
| 1995 | After the Rain                                | John McLaughlin            | Verve            |
| 1999 | Jones for Elvin - Volume 1                    | Steve Griggs               | Hip City Music   |
| 1999 | Jones for Elvin - Volume 2                    | Steve Griggs               | Hip City Music   |
| 2001 | Bill Frisell with Dave Holland & Elvin Jones  | Bill Frisell, Dave Holland | Nonesuch         |

- Bibsys: 1006484
- Biblioteca Nacional de España: XX888124
- Bibliothèque nationale de France: cb13895719c (data)
- CiNii: DA09432547
- Gemeinsame Normdatei: 129060917
- International Standard Name Identifier: 0000 0001 1642 0593
- Library of Congress Control Number: n81058238
- MusicBrainz: d5ac66e4-ea5d-4ebb-9e0d-bed4063208e7
- Nationale Bibliotheek van Tsjechië: ola2002158424
- Nationale bibliotheek van Australië: 35744395
- Nationale Bibliotheek van Israël: 987007337138505171
- Nationale Bibliotheek van Polen: a0000001907341
- Nederlandse Thesaurus van Auteursnamen: 070839484
- Réseau des bibliothèques de Suisse occidentale: 02-A003429586
- Istituto Centrale per il Catalogo Unico: UBOV515890
- SNAC: w6x48sqj
- Système universitaire de documentation: 080495273
- Trove: 1067547
- Virtual International Authority File: 51875623
- WorldCat: E39PCjF3PkfVkRvDHxWwBwCjP3